# Pandan (Antique)
Pandan ist eine philippinische Stadtgemeinde in der Provinz Antique. Sie hat 34.333 Einwohner (Zensus 1. August 2015). Teile des Northwest Panay Peninsula Natural Park liegen auf dem Gebiet der Gemeinde.

## Baranggays
Pandan ist politisch unterteilt in 34 Baranggays.
| - Aracay - Badiangan - Bagumbayan - Baybay - Botbot - Buang - Cabugao - Candari - Carmen - Centro Sur (Pob.) - Dionela - Dumrog | - Duyong - Fragante - Guia - Idiacacan - Jinalinan - Luhod-Bayang - Maadios - Mag-aba - Napuid - Nauring - Patria | - Perfecta - Centro Norte (Pob.) - San Andres - San Joaquin - Santa Ana - Santa Cruz - Santa Fe - Santo Rosario - Talisay - Tingib - Zaldivar |